# Yakumo (Hokkaido)
Yakumo (jap. 八雲町 Yakumo-chō) – miasto w Japonii, w prefekturze Hokkaido, w podprefekturze Oshima. Według danych na rok 2020 miejscowość zamieszkiwało 15 826 mieszkańców , a gęstość zaludnienia wyniosła 16,6 os./km².